# Graham Gipson
Graham Gipson, född 21 maj 1932 i Guildford, Western Australia, död 17 maj 2023 i Perth, Western Australia, var en australisk friidrottare inom löpning.
Gipson blev olympisk silvermedaljör på 4 x 400 meter vid sommarspelen 1956 i Melbourne.